# 改秋月型駆逐艦
改秋月型駆逐艦（かいあきづきがたくちくかん）は、日本海軍が計画した駆逐艦。秋月型駆逐艦の速力強化型として計画されたが、全艦建造取り止めとなった。
本型の正式な艦型名は決定しておらず、「写真日本の軍艦第11巻」では改秋月型、「海軍造船技術概要」では秋月改型、「高角砲と防空艦」では超秋月型の名称を使用している。

## 計画
昭和14年度(1939年)の軍備充実計画(通称④計画)内で甲型駆逐艦(陽炎型、夕雲型など)と乙型駆逐艦(秋月型)の建造を計画した日本海軍は、続く昭和17年度(1942年)の軍備充実計画(通称⑤計画)では甲型16隻、乙型16隻が計画された(16隻は水雷戦隊1隊(駆逐隊4隊)分)。⑤計画での駆逐艦は従来型から速力を増強させた型が計画され、甲型は島風型、乙型は本型になる計画だった。乙型には艦型番号V7が与えられたが、軍令部の要求まで進まなかった。
1942年(昭和17年)6月のミッドウェー海戦の結果、改⑤計画が策定され、乙型駆逐艦は改めて仮称艦名「第5061号艦」から「第5083号艦」まで23隻の建造が計画された。このうち16隻が従来の秋月型、最後の7隻が改秋月型として予定された。計画数については甲型駆逐艦が⑤計画から8隻減らされ、その予算で7隻の乙型駆逐艦が追加された。⑤計画での16隻については高圧機関の調達が難しいことから改⑤計画では通常の秋月型16隻に変更になり、甲型駆逐艦(島風型)に搭載予定の主機を流用して工期の遅い7隻に搭載の予定された、とも伝えられる。
1943年(昭和18年)10月27日に艦名案が内定したが、戦局の悪化により1944年(昭和19年)5月5日に7隻全てが建造取り止めとなった。
遠藤昭は歴史群像で担当した記事において、この16隻を『初めの計画のままならば「山月型」と呼ばれたであろうし、計画変更により建造されていれば「北風型」と呼ばれたのではないかと推測されている』(初めの計画はマル五計画を指し、計画変更は改⑤計画を指す)と書き記している。

## 艦型
改⑤計画での軍令部の要求は以下のようである。
- 基準排水量：約3,100トン
- 速力：約35.5ノット
- 航続距離：8,000カイリ/18ノット
- 兵装は④計画の駆逐艦(乙)(秋月型のこと)に準じるが、25mm3連装機銃4基・6連装魚雷発射管1基・魚雷6本に改める。

決定した要目は右表のような値が伝えられている。
機関は島風に搭載予定の機関を採用し、75,000馬力で36.7ノットを予定していた。缶(ボイラー)はホ号缶の搭載を予定、燃費の向上から重油搭載量は秋月型の1,080トンから1,025トンに減少している。また機関配置は後に松型駆逐艦で採用されるシフト配置を採用した。
船体は秋月型より水線長で2m長くなり、幅は0.4m増、深さは0.1m増とわずかに大きくなり、吃水は秋月型と同じ4.15mになる。基準排水量は3,030トン(秋月型は2,701トン)と300トンほど増加しているが、公試排水量では3,580トン(秋月型は3,470トン)とあまり増えていない。
兵装については主砲は配置とも秋月型と同様、機銃は3連装4基に強化(秋月型の計画は連装2基)、仮称三式61cm6連装発射管1基で予備魚雷なし(5連装発射管とする文献もある)とされた。
艦容については伝えられていないが、「遠藤昭」によると秋月型と同じ集合煙突の採用が考えられるなど、大きな変化は無いと想像される。

## 同型艦
⑤計画艦16隻
- 仮称艦名「第770号艦」から「第785号艦」[1]

改⑤計画艦7隻(仮称艦名 - 予定艦名 - 備考)。全て1944年5月5日建造取り止め。
- 第5077号艦 - 北風(きたかぜ) - 佐世保海軍工廠で建造予定。
- 第5078号艦 - 早風(はやかぜ) - 浦賀船渠で建造予定。
- 第5079号艦 - 夏風(なつかぜ) - 佐世保海軍工廠で建造予定。
- 第5080号艦 - 冬風(ふゆかぜ) - 舞鶴海軍工廠で建造予定。
- 第5081号艦 - 初夏(はつなつ) - 浦賀船渠で建造予定。
- 第5082号艦 - 初秋(はつあき) - 佐世保海軍工廠で建造予定。
- 第5083号艦 - 早春(はやはる) - 浦賀船渠で建造予定。